# Inter-Police
Inter-Police est une collection de littérature policière créée en 1959 aux éditions Presses internationales.

## Historique
Le format des livres est particulier, In-16 agenda. Les couvertures sur fond de mosaïque de journaux comportent en leur milieu une sorte d'étoile rouge avec le titre et, entre parenthèses, sous forme abrégée (G.B., U.S.A.), l'origine et l'auteur du roman. En haut à gauche, la mention « Inter Police » et, en bas, une bande noire indiquant « Collection policière internationale les romans inédits intégraux des plus grands auteurs Français et Étrangers » ou « un livre de classe au prix d'un magazine ! ».
À partir du numéro 81, la mention en haut de la couverture change et la mention Jet est inscrite sous Inter-Police.
La collection s’arrête en 1965 et comporte cent quinze romans.
Pendant les mêmes années, les Presses internationales publient une collection sœur Inter-Espions comportant soixante-treize romans d'espionnage.

## Titres de la collection
| No  | Auteur                                  | Titre                           | Titre original               | Année de parution dans la collection |
| --- | --------------------------------------- | ------------------------------- | ---------------------------- | ------------------------------------ |
| 1   | Kane, Frank                             | Visa pour la morgue             | Green Light for Death        | 1959                                 |
| 2   | Scerbanenco, Giorgio                    | La Poupée qui tue               | La bambola cieca             | 1959                                 |
| 3   | Hunter, Evan                            | Alerte aux baigneurs            | Don’t Cown Me                | 1959                                 |
| 4   | Meroy, Martin                           | Les blondes ont la vie dure     |                              | 1959                                 |
| 5   | Kane, Frank                             | Diamants et Massacres           | Red Hot Ice                  | 1959                                 |
| 6   | Gregg, Cecil Freeman                    | Week-end empoisonné             | Night Flight to Zurich       | 1959                                 |
| 7   | Craig, Jonathan                         | Touchez pas aux nymphettes      | Come Night, Come Evil        | 1959                                 |
| 8   | Meroy, Martin                           | Du plomb pour la famille !      |                              | 1959                                 |
| 9   | Marino, Nick                            | Bagarre chez les call-girls     | City Limits                  | 1959                                 |
| 10  | Kane, Frank                             | Une cicatrice en dents de scie  | A Real Gone Guy              | 1959                                 |
| 11  | Sabre, Dirk                             | Police et Noix de coco          | Murder by Bamboo             | 1959                                 |
| 12  | Kane, Henry                             | Un doigt dans le frigidaire     | The Deadly Finger            | 1959                                 |
| 13  | Smith, York                             | Pire qu’une peau de banane !    | Banana murders               | 1959                                 |
| 14  | Enna, Franco                            | Browning, mon ami               | Amica Browning               | 1959                                 |
| 15  | Craig, Jonathan                         | La pendue est trop belle        | The Dead Darling             | 1959                                 |
| 16  | Meroy, Martin                           | Un couteau dans la plaie        |                              | 1959                                 |
| 17  | Yarnell, Duane                          | Cadillac rose et Whisky sec     | Murder Bait                  | 1959                                 |
| 18  | Prather, Richard Scott                  | Scott joue et gagne             | Pattern for Murder           | 1960                                 |
| 19  | Smith, York                             | Saucisses et Viande froide      | Night of Wrath               | 1960                                 |
| 20  | Levene, Philip                          | Une balle dans le filet         | Ambrose in London            | 1960                                 |
| 21  | Marsten, Richard                        | Une tête dans l’eau             | Even the Wicked              | 1960                                 |
| 22  | Radford, Edwin et Radford, Mona Augusta | Mort aux pêcheurs               | Death on the Broads          | 1960                                 |
| 23  | Kane, Frank                             | Une photo explosive             | Trigger Mortis               | 1960                                 |
| 24  | Bennet, G. M.                           | Scotland Yard à Moscou          | Death in Russian Habit       | 1960                                 |
| 25  | Kane, Henry                             | Indice poche restante           | My Business Is Murder        | 1960                                 |
| 26  | Cannon, Curt                            | Un clochard trop curieux        | I Like’em Tough              | 1960                                 |
| 27  | Marsten, Richard                        | Envolée, la gazelle             | Vanishing Ladies             | 1960                                 |
| 28  | Deming, Richard                         | Ne chatouillez pas le diable !  | Tweak the Devil's Nose       | 1960                                 |
| 29  | Prather, Richard Scott                  | Scott trouve la femme           | Find This Woman              | 1960                                 |
| 30  | Yarnell, Duane                          | Mouillage dangereux             | Mantrap                      | 1960                                 |
| 31  | Radford, Edwin et Radford, Mona Augusta | Le Mystère du wagon 14          | Death of a Frightened Editor | 1960                                 |
| 32  | McCutcheon, Hug                         | Une tête de rechange            |                              | 1960                                 |
| 33  | Enna, Franco                            | Une blonde en détresse          | Lascia viva la Bionda        | 1960                                 |
| 34  | Kane, Frank                             | Alibi, quartier chinois         | Grave Danger                 | 1960                                 |
| 35  | Prather, Richard Scott                  | Scott chez les nudistes         | Strip for Murder             | 1960                                 |
| 36  | Kane, Henry                             | Panique party                   | Edge of Panic                | 1960                                 |
| 37  | Benét, James                            | Prenez garde aux amis           | Knife Behind You             | 1960                                 |
| 38  | Smith, York                             | Mort aux parasites              | Bullets for the Parasites    | 1960                                 |
| 39  | Meroy, Martin                           | Meurtre en chambre noire        |                              | 1960                                 |
| 40  | Prather, Richard Scott                  | Scott chez les fous             | Always Leave 'em Dying       | 1960                                 |
| 41  | Underwood, Michael                      | Cherchez le juge                | Lawful Puirsuit              | 1960                                 |
| 42  | Brooke, Stuart                          | Le Casse-pipes                  | Killer's Choice              | 1960                                 |
| 43  | Trimble, Louis                          | Sabotage en Alaska              | The Corpse Without a Country | 1960                                 |
| 44  | Kane, Frank                             | Impair et Manque                | Bare Trap                    | 1961                                 |
| 45  | McCutcheon, Hug                         | Vengeance en gondole            | Come the Blind Fury          | 1961                                 |
| 46  | Daniels, Norman                         | Safari à New York               | The Captive                  | 1961                                 |
| 47  | Prather, Richard Scott                  | Scott fait du cinéma            | Slab Happy                   | 1961                                 |
| 48  | Meroy, Martin                           | Silence on tue                  |                              | 1961                                 |
| 49  | Brewer, Gil                             | La dame est un trésor           | Sugar                        | 1961                                 |
| 50  | Kane, Frank                             | Piège pour journalistes         | A Short Bier                 | 1961                                 |
| 51  | Trimble, Louis                          | Police contre police            | The Smell of Trouble         | 1961                                 |
| 52  | Hythe, Gabriel                          | Bombe à retardement             | Death of a Goblin            | 1961                                 |
| 53  | Holden, Larry                           | Un cadeau qui brûle             | Dead Wrong                   | 1961                                 |
| 54  | Fray, Al                                | Un pari à Las Vegas             | The Dame's the Game          | 1961                                 |
| 55  | Meroy, Martin                           | Sabotage aux 24 heures du Mans  |                              | 1961                                 |
| 56  | Cousins, Edmund George                  | Homicide par mariage            | Death by Marriage            | 1961                                 |
| 57  | Robinson, E. M.                         | Meurtre en haute couture        |                              | 1961                                 |
| 58  | McCutcheon, Hug                         | Neuf heures de sursis           | The Long Night Through       | 1961                                 |
| 59  | Lacruz, Mario                           | Feu Caballero                   | El inocente                  | 1961                                 |
| 60  | Barrington, Pamela                      | La Nuit des coups               | Night of Violence            | 1961                                 |
| 61  | Craig, Jonathan                         | Nue comme un ver                | The Case of the Nervous Nude | 1961                                 |
| 62  | Deming, Richard                         | L'ange gardien a eu chaud       | The Gallows in my Garden     | 1961                                 |
| 63  | Aucassin, H.                            | Le Salaire de la mort           |                              | 1961                                 |
| 64  | Stokes, Manning Lee                     | Meurtre en chute libre          | The Iron Tiger               | 1961                                 |
| 65  | Rhodes, John                            | Scotland-Yard et le Baronnet    | Twice Dead                   | 1961                                 |
| 66  | Goodman, Jonathan                       | Carambolages en chaîne          | Instead of Murder            | 1961                                 |
| 67  | Marlowe, Stephen                        | Ballets roses à Washington      | Homicide Is My Game          | 1961                                 |
| 68  | Ames, Delano                            | L'Homme au tricorne             | The Man in the Hat Tricorn   | 1962                                 |
| 69  | Symons, Maurice                         | Scotland Yard chez les campeurs | The Girl in Ocean View       | 1962                                 |
| 70  | Marlowe, Stephen                        | Meurtre aux jeux olympiques     | Peril Is My Pay              | 1962                                 |
| 71  | Ames, Delano                            | L'Homme aux 3 jaguars           | The Man With Three Jaguars   | 1962                                 |
| 72  | Daniels, Norman                         | Un collier qui serre            | The Deadly Game              | 1962                                 |
| 73  | Meroy, Martin                           | Meurtre sans filet              |                              | 1962                                 |
| 74  | Boland, John                            | Panique à l'hôtel               | Inside Job                   | 1962                                 |
| 75  | Prather, Richard Scott                  | Scott chez les filles           | The Wailing Frail            | 1962                                 |
| 76  | Kane, Frank                             | Une spécialiste en corruption   | Syndicate Girl               | 1962                                 |
| 77  | Ebert, Walter                           | Scandale à Rome                 | Das Kleid aus der Via Veneto | 1962                                 |
| 78  | Prather, Richard Scott                  | Scott mène la danse             | Take a Murder, Darling       | 1962                                 |
| 79  | Douglas, Laura Willey                   | Le Chat de cuivre               | The Case of the Copper Cat   | 1962                                 |
| 80  | Meroy, Martin                           | Bon Noël assassin               |                              | 1962                                 |
| 81  | Kane, Frank                             | Requiem pour un play-boy        | The Mourning After           | 1963                                 |
| 82  | Enna, Franco                            | Bagarre pour un derrick         | Il Fiato ardente             | 1963                                 |
| 83  | Kane, Henry                             | Pour un verre de whisky         | The Crumpled Cup             | 1963                                 |
| 84  | Meroy, Martin                           | Une beauté épinglée             |                              | 1963                                 |
| 85  | Prather, Richard Scott                  | Scott à Hawaï                   | Dance With the Dead          | 1963                                 |
| 86  | Kane, Frank                             | Attention ! Liste noire         | Due or Die                   | 1963                                 |
| 87  | Meroy, Martin                           | Menuet pour l'assassin          |                              | 1963                                 |
| 88  | Brown, Fredric                          | 120 heures de cauchemar         | The Five-Day Nightmare       | 1963                                 |
| 89  | Meroy, Martin                           | Meurtre sur un circuit          |                              | 1963                                 |
| 90  | McKnight, Bob                           | Une pierre au cou               | A Stone Around Her Neck      | 1963                                 |
| 91  | Launay, Droo                            | Un mannequin qui mord           | She Modelled Her Coffin      | 1963                                 |
| 92  | Prather, Richard Scott                  | Scott se débauche               | Way of a Wanton              | 1963                                 |
| 93  | Maz, Alfred                             | Un tableau qui tue              |                              | 1963                                 |
| 94  | Meroy, Martin                           | Meurtre autour d'un ring        |                              | 1963                                 |
| 95  | Flora, Fletcher                         | Une cousine dangereuse          | Killing Cousins              | 1963                                 |
| 96  | Junod, Robert                           | Pas d'anges au paradis          |                              | 1963                                 |
| 97  | Maz, Alfred                             | Une fille à Tanger              | The Lost Peer                | 1963                                 |
| 98  | Kane, Frank                             | Une femme à scandale            | Johnny Come Lately           | 1963                                 |
| 99  | Kane, Frank                             | Drôles de briques               | Dead Rite                    | 1963                                 |
| 100 | Cleeve, Brian                           | Une toile dangereuse            | Death of a Painted Lady      | 1963                                 |
| 101 | Bass, John                              | Crime pour une femme nue        |                              |                                      |
| 102 | Cardin, Maurice                         | Blousons noirs place Rouge      |                              |                                      |
| 103 | Bazal, Jean                             | Stupéfiants sur parole          |                              | 1965                                 |
| 104 | Varnoff, Clara                          | Crime et Sentiment              |                              | 1965                                 |
| 105 | Weintraub, Sidney                       | Corrida au Mexique              | Mexican Slay Ride            | 1965                                 |
| 106 | Gus                                     | Meurtre en direct               |                              | 1965                                 |
| 107 | Bazal, Jean                             | Un coup fumant                  |                              | 1965                                 |
| 108 | Rouhier, Claude                         | Duthonaire                      |                              | 1965                                 |
| 109 | Guyen, Jean                             | Maquillage pour un meurtre      |                              | 1965                                 |
| 110 | McCutcheon, Hug                         | Celle qu'il fallait tuer        |                              | 1965                                 |
| 111 | Sichel, Pierre                          | La Fresque accusatrice          |                              | 1965                                 |
| 112 | Caret, Inglis                           | Un cadavre au fond de l'eau     | Un cadáver bajo el agua      | 1965                                 |
| 113 | Mayet, Jules                            | Un commissaire qui pêche        |                              | 1965                                 |
| 114 | Mayet, Jules                            | Bagarres pour cascadeurs        |                              | 1965                                 |
| 115 | Devos, André                            | Tous frais payés                |                              | 1965                                 |